# Jo Nuage et Kay Mac Cloud
Jo Nuage et Kay Mac Cloud est une série de bande dessinée parue la première fois en 1975 dans Achille Talon magazine. Un seul album est paru en 1976.
- Scénario : Greg
- Dessin : Dany

## Synopsis
Dans une école de police, une nouvelle promotion arrive. Il s’agit des meilleurs éléments de différents pays, qui doivent former deux sections d’élite : la « New York Pink Section » et la « Hawaï Pink Section ». Mais le sergent instructeur Brumbach va avoir beaucoup de mal à canaliser l’énergie dévorante de ses nouveaux élèves...
Il s’agit d’une bande dessinée humoristique, sorte de Police Academy avant la lettre.

## Naissance de la série
En 1975, sous l’impulsion de Greg, Dargaud lançait Achille Talon magazine. Qui dit nouveau magazine, dit nouveau contenu. Greg demande à Dany, qui travaillait alors sur Olivier Rameau et sur Histoire sans héros, de dessiner cette nouvelle série. Elle ne connaît qu'un seul album, Achille Talon Magazine ayant disparu en 1976, après six numéros.

## Album
- Dargaud : Jo Nuage et Kay Mac Cloud (1976)
- Les Éditions Joker : Réédition complétée des 7 premières pages du tome 2 (2000)[1]